# Live at Birdland (Lee-Konitz-Album)
Live at Birdland ist ein Jazzalbum von Lee Konitz, Brad Mehldau, Charlie Haden und Paul Motian. Die im Dezember 2008 im New Yorker Jazzclub Birdland entstandenen Aufnahmen erschienen am 13. Mai 2011 auf ECM Records. Das Album-Cover enthielt ein Standbild aus Histoire(s) du Cinéma von Jean-Luc Godard.

## Hintergrund
Live at Birdland dokumentiert erweiterte Improvisationen über ein halbes Dutzend Jazz- und Pop-Standards an zwei Abenden im Dezember 2009. Lee Konitz, Charlie Haden und Brad Mehldau hatten in Los Angeles zehn Jahre zuvor ähnliche Sessions eingespielt, was zu den Alben Alone Together und Another Shade of Blue (Blue Note) führte, aufgenommen im Dezember 1997 in der Jazz Bakery. Diesmal gesellte sich Paul Motian zu ihnen, mit dem sie alle zuvor gearbeitet hatten; so waren Motian und Haden in den 1970er-Jahren mit Keith Jarrett in einem Quartett zusammen; Mehldau spielte bei einer ersten Begegnung mit Motian einige Monate zuvor im Village Vanguard. Als sich der Pianist Mehldau, die Saxophonlegende Konitz, der Bassist Charlie Haden und Paul Motian am Schlagzeug zu einer Session trafen, spielten sie bei diesem Live-Set völlig ungeplant, ohne eine festgelegte Titelliste, schrieb John Fordham.

## Titelliste

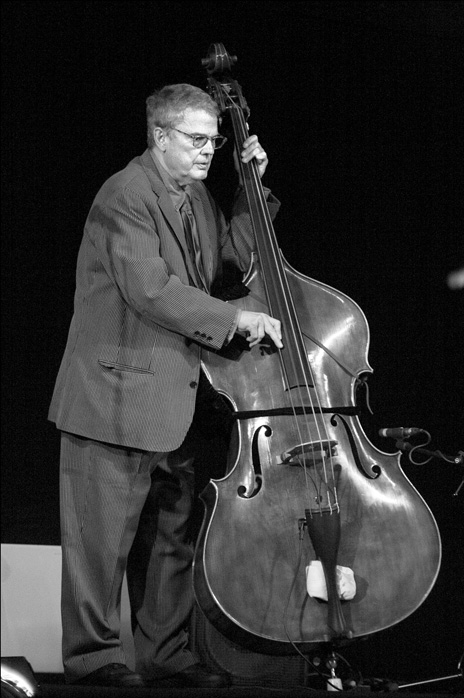
Charlie Haden 2007

- Lee Konitz / Brad Mehldau / Charlie Haden / Paul Motian – Live at Birdland (ECM Records – ECM 2162, ECM Records – 273 6987)[3]
  1. Lover Man (Jimmy Davis / Roger Ramirez / James Sherman) – 12:05
  2. Lullaby of Birdland (George Shearing) – 10:16
  3. Solar (Miles Davis) – 11:39
  4. I Fall in Love Too Easily (Jule Styne / Sammy Cahn) – 10:17
  5. You Stepped Out of a Dream (Nacio Herb Brown / Gus Kahn) – 11:49
  6. Oleo (Sonny Rollins) – 15:19

## Rezeption
Nach Ansicht von John Fordham, der das Album im Guardian rezensierte, sind Mehldaus unheimliche Verstärkung von Konitz’ Phrasen und seine atemberaubenden Soli zu Lullaby of Birdland, Solar und You Stepped Out of a Dream (in denen der Pianist Haden und Motian noch mehr als erwartet wie ein dream team klingen würden) unwiderstehlich, ebenso wie Konitz’ fantasievolle Verzerrung der Architektur von I Fall in Love Too Easily und die klassisch klingende Duo-Rhapsodie, in die Klavier und Saxophon am Ende geraten. Dies ist auch nicht ausschließlich eine zurückhaltende Übung: Sie beinhaltet Vier-Wege-Up-Tempo-Diskussionen, die von kollektiver Energie sprudeln.
Bill Beuttler meinte in seiner Besprechung des Albums in JazzTimes zu der Band, diese Meister könnten nicht besser geeignet sein: Konitz, der bereits bei der Birth of the Cool Session mit Miles Davis und Gerry Mulligan und bei der gleichzeitig stattfindenden „Geburt des Free Jazz“ mit Lennie Tristano dabei war; Motian, der bei Bill Evans’ spielte, um dessen „raffinierte Freiheit zu untermauern“ und Haden, der Ornette Coleman half, den Free Jazz berühmt zu machen, Mehldau, mit 40 Jahren halb so alt wie zwei seiner Bandkollegen, teile die Ehrfurcht der Gruppe vor Standards und die Vorstellung, dass „frei“ weich, langsam, klug, subtil und raffiniert sein kann. Und schön.

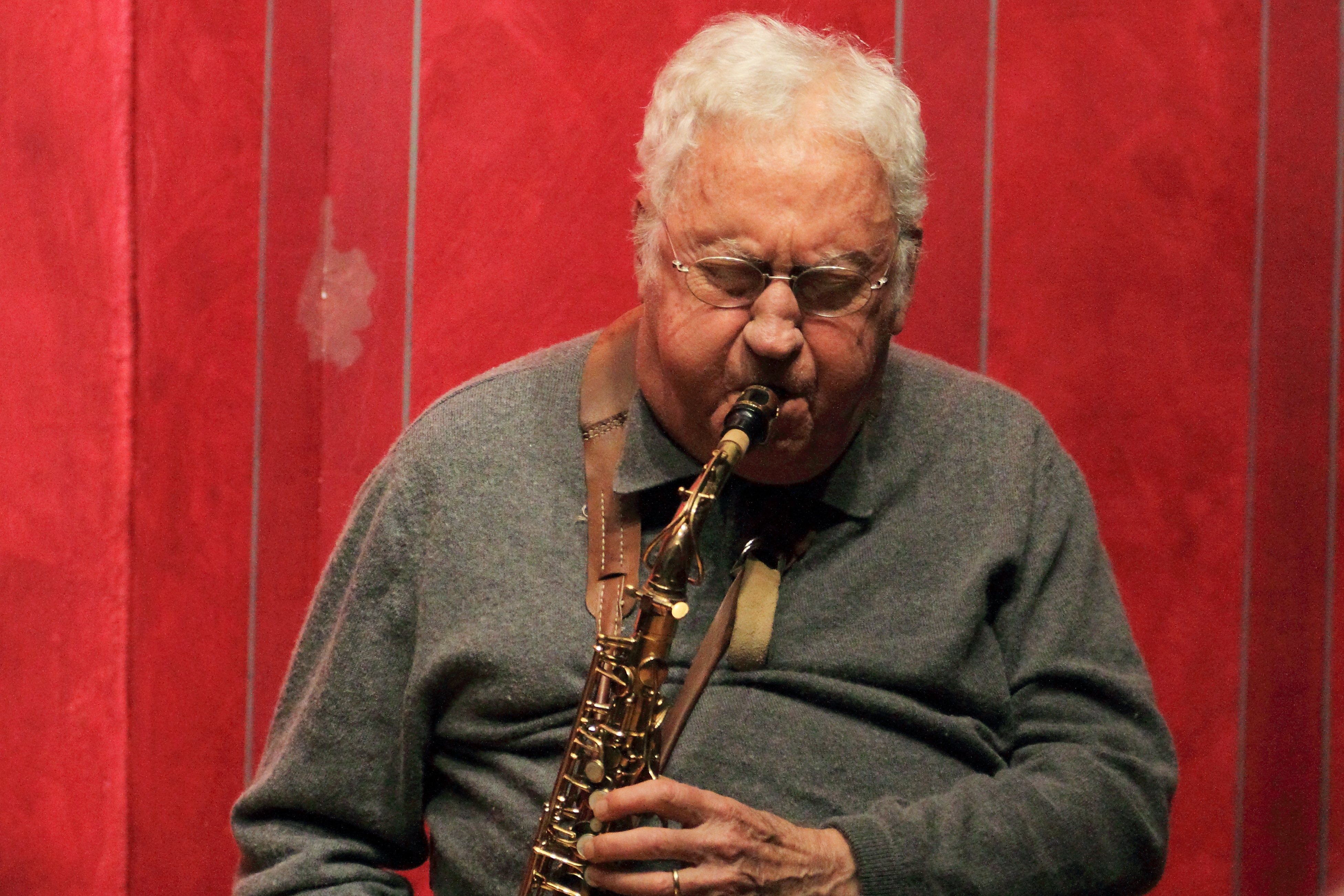
Lee Konitzbei einem Konzert im Roten Saal des Deutschordenschlosses Bad Mergentheim 2015

Phil Freeman vergab an das Album in AllMusic lediglich 2½ (von fünf) Sterne und äußerte den Vorbehalt, dass die Melodien – allesamt Standards – praktisch nicht voneinander zu unterscheiden seien. Zudem seien mindestens fünf und in einem Fall zehn Minuten zu lang, um Platz für nur ein weiteres düsteres Solo mit gestrichenem Bass von Haden zu schaffen. „Ein weiteres Zeitlupen-Mehldau-Klavier-Zwischenspiel sollte nicht als Anscheinsbeweis für die Leere dieser Art von Pseudo-Event angesehen werden, die in New Yorker Jazzclubs nur allzu häufig vorkommt“, kritisierte Freeman. Die dokumentierte Musik sei nicht wert, als Album zu erscheinen; auch wenn es die Musik von drei Männern sei, deren Ruf auf der Arbeit beruht, die Jahrzehnte zuvor geleistet wurde, und einem jüngeren Mann, dessen Ruf schwer zu erklären sei. Mehldau gehe zart auf Zehenspitzen durch sechs Stücke, von denen einige bereits hunderte, wenn nicht tausende Male aufgenommen wurden.
Phil Johnson (The Independent) urteilte, dass der Altsaxophonist Konitz im Alter von 82 Jahren so gut spiele, sei zwar bemerkenswert, aber das bedeute nicht, dass man diese Aufnahme von 2009 trotz der Beiträge von Brad Mehldau, Charlie Haden und Paul Motian sehr oft hören möchte. Nach Ansicht des Autors ist Konitz immer ein exzentrischer Solist; seine Ideen wirkten so frisch wie immer, aber ein Mangel an Luft mache seinen Ton dünn und sumpfig. Die Eröffnungsnummer Lover Man erinnere an Charlie Parkers fragile Dial-Version, und ein abschließendes Oleo enthalte ein aufregendes Duett mit Motians Trommeln.
John Kelman schrieb in All About Jazz: „Es gibt nichts im Set, was noch nie zuvor gespielt wurde, aber so alt ein Schlachtpferd wie ‚Loverman‘ auch sein mag, die Unmittelbarkeit und Flexibilität dieses Quartetts verleiht ihm die unerbittliche Unvorhersehbarkeit, die trotz seiner sanften Übergabe ein perfektes Gleichgewicht zwischen Respekt und Respektlosigkeit schafft und ein entspanntes Gefühl, dass niemand mehr etwas zu beweisen hat“. Ein weiterer Höhepunkt sei Konitz’ trockene, sanft getönte Version von I Fall in Love Too Easily; das Zusammenspiel zwischen Altist und Mehldau sei berauschend, paradox, obwohl dies bei der weichsten Ballade des Albums erscheinen mag. Aber es ist die Fähigkeit dieses Quartetts, sich auf der tiefsten Ebene zu verbinden, die Live at Birdland zu einem neuen Maßstab für die Interpretation von Standards macht. Konitz, Mehldau, Haden und Motian hätten vielleicht absolut nichts unternommen, um sich auf diesen speziellen Auftritt im legendären New Yorker Veranstaltungsort gegen Ende 2009 vorzubereiten, aber sie hätten sich ihr ganzes Leben lang auf solche Momente vorbereitet.